# Hrabstwo Buchanan (Wirginia)

Piramida wieku hrabstwa

Hrabstwo Buchanan – hrabstwo w USA, w stanie Wirginia, według spisu z 2000 roku liczba ludności wynosiła 26 978. Siedzibą hrabstwa jest Grundy.

## Geografia
Według spisu hrabstwo zajmuje powierzchnię 1305 km², z czego 1305 km² stanowią lądy, a 0 km² – wody.

### Miasta
- Grundy

### CDP
- Vansant

### Sąsiednie hrabstwa
- Hrabstwo Mingo (Wirginia Zachodnia)
- Hrabstwo McDowell (Wirginia Zachodnia)
- Hrabstwo Tazewell
- Hrabstwo Russell
- Hrabstwo Dickenson
- Hrabstwo Pike (Kentucky)